# Грузино-итальянские отношения
Грузино-итальянские отношения — двусторонние дипломатические отношения между Грузией и Италией, установленные 11 мая 1992 года. Обе страны являются полноправными членами Совета Европы.

## Торгово-экономические связи
Италия является десятым по масштабу товарооборота торговым партнёром Грузии. В 2016 году товарооборот между странами достиг отметки в 335 млн долл. Грузинский экспорт составил $72 млн, а итальянский — $263 млн.

## Культурная сфера
В 2006 году в Тбилиси было основано отделение Общества Данте Алигьери, целью которого является популяризация итальянского языка и культуры в Грузии. В 2010 году в Риме в парке Вилла Боргезе на аллее был открыт памятник известному грузинскому поэту XII века Шота Руставели

## Конфликт 2008 года
Во время войны в Грузии в 2008 году, 8 августа, было опубликовало заявление итальянского правительства, в котором говорилось:

«В тесной координации со своими европейскими и атлантическими партнёрами правительство Италии с серьёзной обеспокоенностью следит за кризисной ситуацией, сложившейся в Южной Осетии… Италия призывает все стороны немедленно положить конец насилию и прекратить военные действия. Итальянское правительство настоятельно рекомендует возобновить переговоры о мирном урегулировании конфликта с должным уважением к суверенитету и территориальной целостности Грузии». 
Позже, 10 августа, министры иностранных дел Франции, Финляндии и Италии потребовали начать мирные переговоры для урегулирования ситуации на Кавказе. В интервью от  11 августа газете La Stampa представитель итальянского министерства иностранных дел рассказал о участии Сильвио Берлускони, премьер-министра Италии, в мирном процессе по Южной Осетии. Позднее сам Берлускони заявил, что в данном конфликте поддерживает Россию. Однако Рим не признал ни Южную Осетию, ни Абхазию.